# Festa da Quianda
A festa da Quianda é uma festividade popular relacionada ao culto da Quianda (ou Dandalunda), realizada em Luanda, a capital de Angola. Ocorre no início de novembro, na ilha de Luanda (ou ilha do Cabo); está inscrita no conjunto do património imaterial das festividades da ilha e da cidade. Na província do Bengo (Lagoa do Ibendoa), é realizada nos dias 26 e 27 de julho.
O culto à Quianda está relacionado às crenças de pescadores e marinheiros, sendo uma divindade angolana das águas, pois relaciona-se à Iemanjá, a Orixá das águas do mar.
A festa da Quianda está fortemente relacionada à Procissão de Nossa Senhora do Cabo em Luanda, havendo grande sincretismo entre as duas tradições religiosas.